# Prenois
Prenois è un comune francese di 464 abitanti situato nel dipartimento della Côte-d'Or nella regione della Borgogna-Franca Contea.

## Storia

### Simboli
È un'arma parlante poiché il nome Prenois significa "frutteto di pruni" (in francese pruniers). Il capo riprende il blasone della Signoria di Vergy (di rosso, a tre cinquefoglie d'oro) e ricorda che il paese fu residenza della duchessa Alice di Vergy (1182–1252), seconda moglie di Oddone III, duca di Bourgogna.

## Società

### Evoluzione demografica
Abitanti censiti